# Павленко Тадеуш Андрійович
Павленко Тадеуш Андрійович (*11 листопада 1934, Київ — 20 грудня 2004, Київ) — український кінорежисер, режисер-аніматор, сценарист, редактор. Член Національної Спілки кінематографістів України.

## Біографія
Народився 11 листопада 1934 року в місті Києві. У 1958 році закінчив театрознавчий факультет Київського державного інституту театрального мистецтва імені І. Карпенка-Карого.
У 1958–1961 роках працював асистентом режисера Київської і редактором Донецької студії телебачення, у 1961–1963 роках — науковим співробітником Київського науково-дослідного інституту педагогіки, головним редактором «Київнаукфільму».
З 1971 року — режисер Творчого об'єднання художньої мультиплікації цієї студії.
Захоплювався філателією.

Могила Тадеуша Павленка

Помер 20 грудня 2004 року. Похований у Києві на Байковому кладовищі.

## Фільмографія
Автор сценаріїв стрічок:
- «Подарунок» (1968)
- «Часе, назад! (Фитиль № 83)» (1969)
- «Від дзвінка до дзвінка» (1971, у співавт.)
- «Парасолька на риболовлі» (1973)
- «Вересовий мед» (1974)
- «Неслухняна мама» (1989)
- «Навколо шахів» (1990, у співавт.)

Режисер фільмів:
- «Братик  Кролик та братик Лис» (1972)
- «Парасолька на полюванні» (1973, співавт. сцен.)
- «Так тримати!» (1975)
- «Будьонівка» (1977, Диплом журі X Всесоюзного кінофестивалю, Рига, 1977)
- «Золоторогий олень» (1979)
- «Каїнові сльози» (1981)
- «Весілля Свічки» (1982, співавт. сцен.)
- «Про мишеня, яке хотіло стати сильним» (1983)
- «Жили-пили» (1985)
- «Різнокольорова історія» (1986)
- «Друзі мої, де ви?» (1987),
- «Неслухняна мама» (1989)
- «Навколо шахів» (1990)
- «Круглячок» (1992, авт. сцен.)
- «Як козаки у хокей грали» (1995, у співавт.)

Редактор стрічок:
- «Водопровід на город» (1964)
- «Невмивака» (1964)
- «Мишко + Машка» (1964)
- «Микита Кожум'яка» (1965)
- «Казка про царевича і трьох лікарів» (1965)
- «Ведмедик і той, що живе в річці» (1966)
- «Злісний розтрощувач яєць» (1966)
- «Чому у півня короткі штанці» (1966)
- «Осколки» (1966)
- «Як козаки куліш варили» (1967)
- «Колумб пристає до берега» (1967)
- «Легенда про полум'яне серце» (1967)
- «Людина, що вміла літати» (1968)
- «Пригоди козака Енея» (1968)
- «Людина, яка вміла робити дива» (1969)
- «Як козак щастя шукав»
- «Короткі історії» (1970)
- «Як козаки у футбол грали» (1970)
- «Про смугасте слоненя» (1971) та ін.